# Cena Denise Pelletier
Cena Denise Pelletier je kanadské ocenění, které uděluje vládá provincie Québec. Je udělováno osobám za zásluhy v oblasti umění. Je pojmenováno podle herečky Denise Pelletier, která zemřela rok před prvním udílením ceny. Prvním oceněným byl v roce 1977 písničkář Félix Leclerc.

## Ocenění
- 1977: Félix Leclerc
- 1978: Bernard Lagacé
- 1979: Jean Duceppe
- 1980: Ludmilla Chiriaeff
- 1981: Jean Papineau-Couture
- 1982: Lionel Daunais
- 1983: Gilles Vigneault
- 1984: Fernand Nault
- 1985: Jean Gascon
- 1986: Colette Boky
- 1987: Jean-Louis Roux
- 1988: John Newmark
- 1989: Jeanne Renaud
- 1990: Joseph Rouleau
- 1991: Gilles Tremblay
- 1992: Vincent Warren
- 1993: Monique Mercure
- 1994: Martine Époque
- 1995: Walter Joachim
- 1996: François Morel
- 1997: Raymond Lévesque
- 1998: Gilles Pelletier
- 1999: Jean-Pierre Ronfard
- 2000: André Brassard
- 2001: Paul Buissonneau
- 2002: Édouard Lock
- 2003: Robert Lepage
- 2004: Walter Boudreau
- 2005: Clémence DesRochers
- 2006: Hélène Loiselle
- 2007: Paul Hébert
- 2008: Anik Bissonnette
- 2009: Roland Lepage
- 2010: Marie Chouinard
- 2011: Yannick Nézet-Séguin
- 2012: Leonard Cohen[1]
- 2013: Monique Leyrac
- 2014: Denis Marleau
- 2015: Marie-Hélène Falcon
- 2016: Lorraine Vaillancourt
- 2017: Louise Lecavalier